# 가미시모

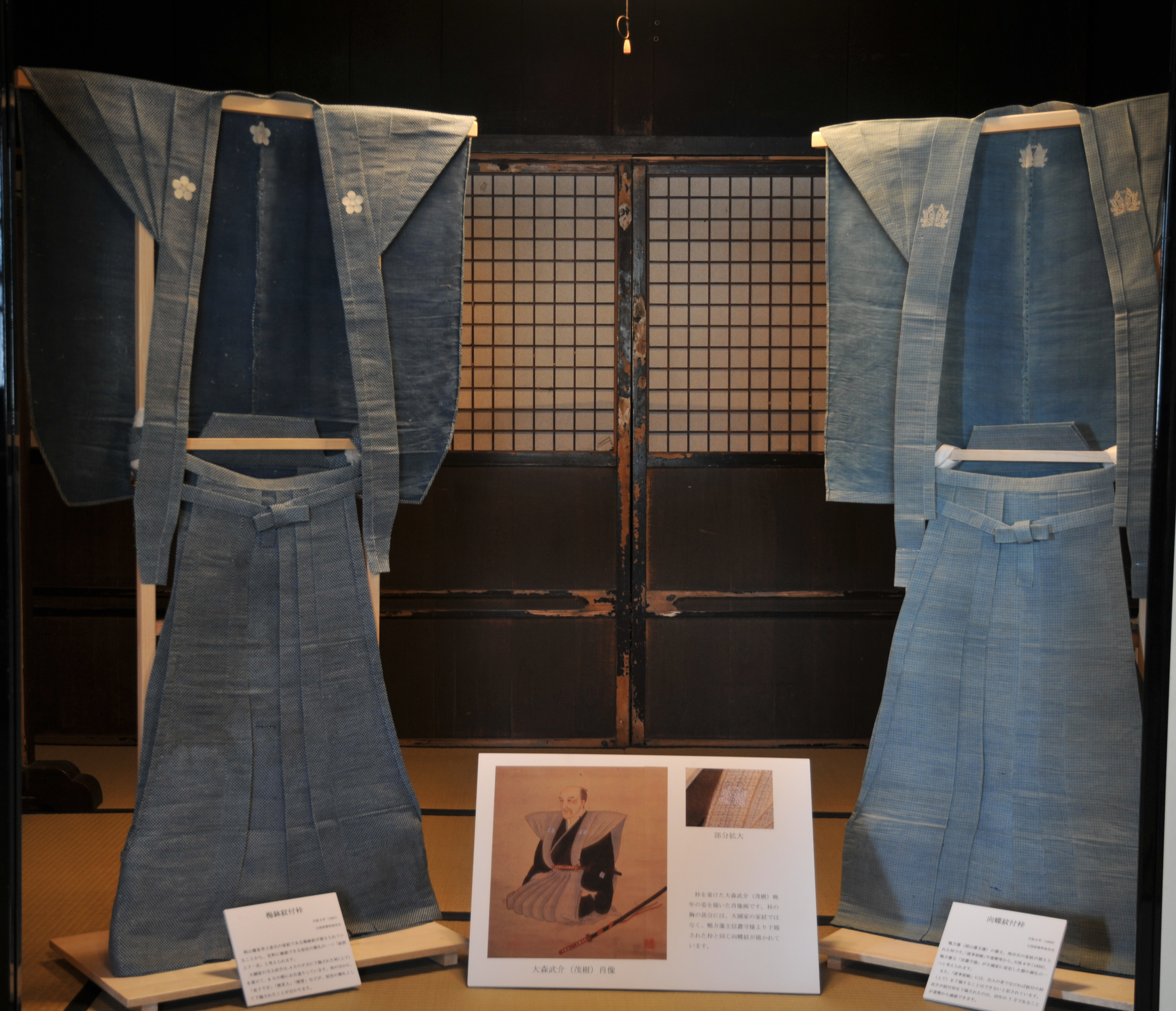
가미시모

가미시모(일본어: 裃)는 일본의 전통 의상 중 하나로, 남성의 정장이다. 일반적으로 가다기누와 하카마를 같은 옷감으로 만들어, 고소데 위에 입는다. 가다기누의 등과 가슴, 그리고 하카마의 고시이타의 네 곳에 가문의 문양을 넣어 입는다. 에도 시대에는 관직이 없는 사무라이의 예복으로 이용되어, 백성들이나 상인들도 이를 흉내내어 입는 경우가 많았기 때문에 현재에도 마쓰리와 같은 전통적인 행사 등을 할 때 착용하고 있다.